# Ligne (hockey sur glace)
Pour les articles homonymes, voir ligne et trio (homonymie).
 (octobre 2023).
Si vous disposez d'ouvrages ou d'articles de référence ou si vous connaissez des sites web de qualité traitant du thème abordé ici, merci de compléter l'article en donnant les références utiles à sa vérifiabilité et en les liant à la section « Notes et références ».
Au hockey sur glace, le rythme et l'intensité de jeu sont particulièrement élevés. Les joueurs peuvent donc être remplacés à tout moment du match, ce qui permet de garder toujours en jeu des participants au meilleur de leur forme. Pour faciliter l'organisation de ces changements, on regroupe les joueurs par groupes, appelés lignes ou trios, qui rentrent et sortent du jeu en même temps (durant le même temps de jeu ou shift), sur ordre de l'entraîneur. Ces changements de ligne ont lieu fréquemment : un temps de jeu dure en moyenne entre 30 secondes et 1 minute.
Les lignes sont généralement stables, afin de renforcer les automatismes entre les joueurs d'une même ligne (linemates en anglais), mais peuvent toutefois être modifiées par l'entraîneur s'il n'est pas satisfait de leur rendement, même pendant le déroulement d'un match.
Une ligne d'attaque est constituée de trois joueurs, d'où le nom de trio : un centre, et deux ailiers. Une ligne défensive est constituée de deux défenseurs. Certains entraîneurs mettent aussi en place des « unités spéciales », qui entrent en jeu lors des phases de supériorité ou d'infériorité numériques. Ces unités possèdent un style de jeu différent, adapté à la situation.
Chaque équipe de hockey dispose généralement de quatre lignes d'attaque, et quatre lignes de défense. Cependant, ceci n'est pas une obligation. En LNH par exemple, les équipes n'ont que trois lignes défensives.
À cause du rythme rapide et intense du hockey sur glace de haut niveau, les joueurs sont fréquemment remplacés à chaque temps de jeu par des coéquipiers, généralement par groupe ayant l'habitude de jouer ensemble, appelé linemates. Les linemates peuvent changer tout au long du match à la discrétion de l'entraîneur.
Une ligne d'avants se compose d'un ailier gauche, d'un centre, d'un ailier droit. Une paire de défenseurs jouant ensemble s'appelle une ligne bleue ou blue line pair. Il y a généralement quatre lignes d'avants, totalisant douze individus, et trois lignes de défenseurs, totalisant six individus, utilisées au cours du match.
La première ligne est en principe composée des meilleurs joueurs offensifs de l'équipe. Les équipes reposent fortement sur cette ligne qui génère la plupart des points. Ce sont ces joueurs, parmi tous les avants, qui totalisent le plus grand nombre de minutes de jeu.
La deuxième ligne est généralement composée de joueurs offensifs de second rang, elle vient ajouter un supplément d'attaque à celle de la première ligne. Les meilleurs joueurs (habituellement en première ligne) peuvent occasionnellement jouer en deuxième ligne pour alourdir le score et en compliquant la tâche de la défense adverse.
La troisième ligne est souvent appelée la « ligne de contrôle » ou checking line, et est généralement constituée d'avants au profil plus défensif. Cette ligne joue souvent en face de la première ou de la deuxième ligne adverse afin de réduire leurs occasions de buts et de les user physiquement. La troisième ligne apporte moins d'attaque que la première ou deuxième ligne mais en principe plus que la quatrième.
La quatrième ligne est habituellement appelée la « ligne d'énergie » ou energy line, d'une part parce qu'elle permet aux autres joueurs de se reposer, et d'autre part parce qu'elle est très « physique », apportant à leur équipe un soutien émotionnel de par leur engagement, la rendant plus énergique. Elle est généralement composée de joueurs rugueux, laborieux, ayant un potentiel de buteur extrêmement limité, mais avec un jeu physiquement puissant et, autant que possible, une solide technique de patinage. C'est cette ligne qui joue le moins longtemps.